# 川端酒造
川端酒造株式会社（かわばたしゅぞう）は、埼玉県行田市の酒類製造・販売業者。
代表銘柄は『桝川』（ますかわ）である。
利根川と荒川の二つの水系の軟水に、山田錦をはじめとする酒造好適米を使用し酒造りをしている。使用している酒造場の殆どは、江戸時代から使用されている檜と杉を用いて作られた建物である。

## 沿革
- 1860年 - 創業

## 銘柄
日本酒
- 「桝川」
- 「辛亥剣」